# جيف جوستين
جيف جوستين (بالإنجليزية: Jeff Heath)‏ هو لاعب كرة قاعدة أمريكي، ولد في 1 أبريل 1915 في Fort William, Ontario ‏ في كندا، وتوفي في 9 ديسمبر 1975 في سياتل في الولايات المتحدة.

## وصلات خارجية
- جيف جوستين على موقعبيزبول رفرنس.كوم (الدوري الرئيسي) (الإنجليزية)
- جيف جوستين على موقع جمعية أبحاث البيسبول الأمريكية (الإنجليزية)